# 伝七捕物帳 (1968年のテレビドラマ)
『伝七捕物帳』（でんしちとりものちょう）は、1968年3月9日から同年7月6日まで、朝日放送制作・TBS系列で放送された時代劇。全18回。放送時間は毎週土曜20:00 - 20:56（JST）。カラー放送。

## 概要
『伝七捕物帳』初のテレビ化。同局放送中の『てなもんや三度笠』のプロデューサー・澤田隆治が本作でもプロデュースを担当し、主演は松竹で製作された同名の映画シリーズに主演した高田浩吉。
本作は朝日放送初のカラースタジオ時代劇であり、さらにTBSの土曜20時枠ドラマでは唯一の「1時間時代劇」である。

## 出演者
- 黒門町の伝七：高田浩吉
- 大村崑
- 渋谷天外
- 高田美和
- 財津一郎
- 清川虹子
- ほか[2]

## スタッフ
- 原作：陣出達朗
- 脚本：香住春吾、辻久一、宮川一郎、深田金之助、林音弥
- 演出：河野雅人、大鹿和男、西村大介、澤田隆治
- プロデューサー：澤田隆治
- 制作：朝日放送[2]

## 主題歌・挿入歌
主題歌
- 「伝七小唄」（歌：高田浩吉、高田美和）
  - 作詞：五十川光／作曲・編曲：土田啓四郎

挿入歌
- 「鹿の子しぼり」（歌：高田美和）
  - 作詞：五十川光／作曲・編曲：土田啓四郎

## サブタイトル
| 話数 | 放送日       | サブタイトル | 脚本       | 演出     | ゲスト                                                     |
| ---- | ------------ | ------------ | ---------- | -------- | ---------------------------------------------------------- |
| 1    | 1968年3月9日 | 雪と寒椿     |            | 河野雅人 | 田村高廣、姿美千子、吉田義夫                               |
| 2    | 3月16日      | しまの謎     |            | 河野雅人 | 北上弥太郎、嵯峨三智子                                     |
| 3    | 3月23日      | 反逆の門     | 香住春吾   | 大鹿和男 | 稲垣美穂子                                                 |
| 4    | 3月30日      | 親不孝だよ   |            | 大鹿和男 | 市川好郎、須賀不二男、小松方正、小林芳弘、池田秀一         |
| 5    | 4月6日       | 女と扇       | 香住春吾   | 大鹿和男 | 愛京子、柳永二郎、植村謙二郎、柳谷寛                       |
| 6    | 4月13日      | 女形の死     | 宮川一郎   | 河野雅人 | 市川小太夫、大谷ひと江、平井昌一、入江若葉、藤原釜足       |
| 7    | 4月20日      | 黄金と狂人   | 香住春吾   | 西村大介 | 河津清三郎、左卜全、沢村いき雄、柴田美保子                 |
| 8    | 4月27日      | 相続人       | 辻久一     | 大鹿和男 | 香川良介、葉山良二、牧紀子、服部哲治                       |
| 9    | 5月4日       | 怪談山谷堀   | 宮川一郎   | 河野雅人 | 穂積隆信、片山明彦、菅井一郎、見明凡太朗                   |
| 10   | 5月11日      | 筑波天狗     |            | 西村大介 | 水島道太郎、辰巳柳太郎                                     |
| 11   | 5月18日      | 露地の奥     | 宮川一郎   | 河野雅人 | 須賀不二男、小松方正、小林芳弘                             |
| 12   | 5月25日      | 岡っ引殺し   | 辻久一     | 大鹿和男 | 澤村宗之助、田崎潤、小畠絹子、小坂一也、高桐真             |
| 13   | 6月1日       | お仕置一日前 | 香住春吾   | 西村大介 | 中原早苗、三島謙、高橋元太郎、花沢徳衛                     |
| 14   | 6月8日       | 子の刻参り   | 深田金之助 | 大鹿和男 | 吉村実子、加賀邦男                                         |
| 15   | 6月15日      | 呪いの玉     | 辻久一     | 大鹿和男 | 河村弘二、浅茅しのぶ、宗方勝巳、田口計、市村俊幸、葉山葉子 |
| 16   | 6月22日      | 生きていた男 | 宮川一郎   | 西村大介 | 松山容子、寺島達夫、緒片達雄、三崎千恵子                   |
| 17   | 6月29日      | 影法師       | 林音弥     | 大鹿和男 | 水島道太郎、小笠原弘、藤岡重慶、北あけみ、藤健次           |
| 18   | 7月6日       | 帯解け殺法   | 宮川一郎   | 澤田隆治 | 梓英子、南道郎、森川信                                     |